# Zaireichthys brevis
Zaireichthys brevis és una espècie de peix pertanyent a la família dels amfílids i a l'ordre dels siluriformes.

## Descripció i reproducció
Fa 3,4 cm de llargària màxima. Pon pocs ous (entre 12 i 16), els quals són grans (entre 3 i 5 mm de diàmetre) i, possiblement, gaudeixen d'alguna mena de cura parental.

## Alimentació
Es nodreix de petits organismes.

## Hàbitat i distribució geogràfica
És un peix d'aigua dolça, demersal i de clima tropical, el qual viu a Àfrica: les aigües poc fondes dels llacs Tanganyika i Mweru i de les conques dels rius Congo, Lualaba, Luapula, Ruzizi i Lukuga a la República Democràtica del Congo i Zàmbia.

## Observacions
És inofensiu per als humans, el seu índex de vulnerabilitat és baix (10 de 100), viu sobre la sorra (en general, enterrat i només mostrant els ulls) i les seues principals amenaces a la regió de Katanga (la República Democràtica del Congo) són les extraccions mineres (cobalt, coure, estany i urani), la construcció de preses, la sobrepesca i l'ús de plantes tòxiques per a pescar.